# Ligne Hankyu Imazu
La ligne Hankyu Imazu (阪急今津線, Hankyū Imazu-sen) est une ligne de train japonaise exploitée par la compagnie Hankyu reliant Takarazuka à Nishinomiya. C'est également une branche de la ligne Kobe.

## Histoire
Dans le roman Au prochain arrêt d'Hiro Arikawa, les personnages se croisent au long de la section nord de la ligne et chacun des chapitres du roman porte le nom d'une station de la ligne. Le film Hankyū densha est une adaptation du roman et est filmé sur la ligne.

## Caractéristiques
- Longueur : 9,3 km
- Ecartement : 1 435 mm
- Alimentation : 1 500 V par caténaire
- Vitesse maximale : 80 km/h

## Liste des gares
Comme les autres gares de la compagnie, les gares de la ligne Imazu sont représentées par le symbole HK.

### Section nord
| Numéro | Gare                   | Nom japonais | Distance (km) | Correspondances                                        | Localisation | Localisation        |
| ------ | ---------------------- | ------------ | ------------- | ------------------------------------------------------ | ------------ | ------------------- |
| HK-56  | Takarazuka             | 宝塚         | 0             | Hankyu : Takarazuka JR West : Fukuchiyama (Takarazuka) | Takarazuka   | Préfecture de Hyōgo |
| HK-28  | Takarazuka-minamiguchi | 宝塚南口     | 0,9           |                                                        | Takarazuka   | Préfecture de Hyōgo |
| HK-27  | Sakasegawa             | 逆瀬川       | 1,8           |                                                        | Takarazuka   | Préfecture de Hyōgo |
| HK-26  | Obayashi (ja)          | 小林         | 2,8           |                                                        | Takarazuka   | Préfecture de Hyōgo |
| HK-25  | Nigawa                 | 仁川         | 4,5           |                                                        | Takarazuka   | Préfecture de Hyōgo |
| HK-24  | Kotoen                 | 甲東園       | 5,4           |                                                        | Nishinomiya  | Préfecture de Hyōgo |
| HK-23  | Mondo-yakujin          | 門戸厄神     | 6,4           |                                                        | Nishinomiya  | Préfecture de Hyōgo |
| HK-08  | Nishinomiya-Kitaguchi  | 西宮北口     | 7,7           | Hankyu : Kobe (interconnexion)                         | Nishinomiya  | Préfecture de Hyōgo |

### Section sud
| Numéro | Gare                  | Nom japonais | Distance (km) depuis Takarazuka | Correspondances   | Localisation | Localisation        |
| ------ | --------------------- | ------------ | ------------------------------- | ----------------- | ------------ | ------------------- |
| HK-08  | Nishinomiya-Kitaguchi | 西宮北口     | 7,7                             | Hankyu : Kobe     | Nishinomiya  | Préfecture de Hyōgo |
| HK-22  | Hanshin-kokudo        | 阪神国道     | 8,6                             |                   | Nishinomiya  | Préfecture de Hyōgo |
| HK-21  | Imazu                 | 今津         | 9,3                             | Hanshin : Hanshin | Nishinomiya  | Préfecture de Hyōgo |

## Matériel roulant

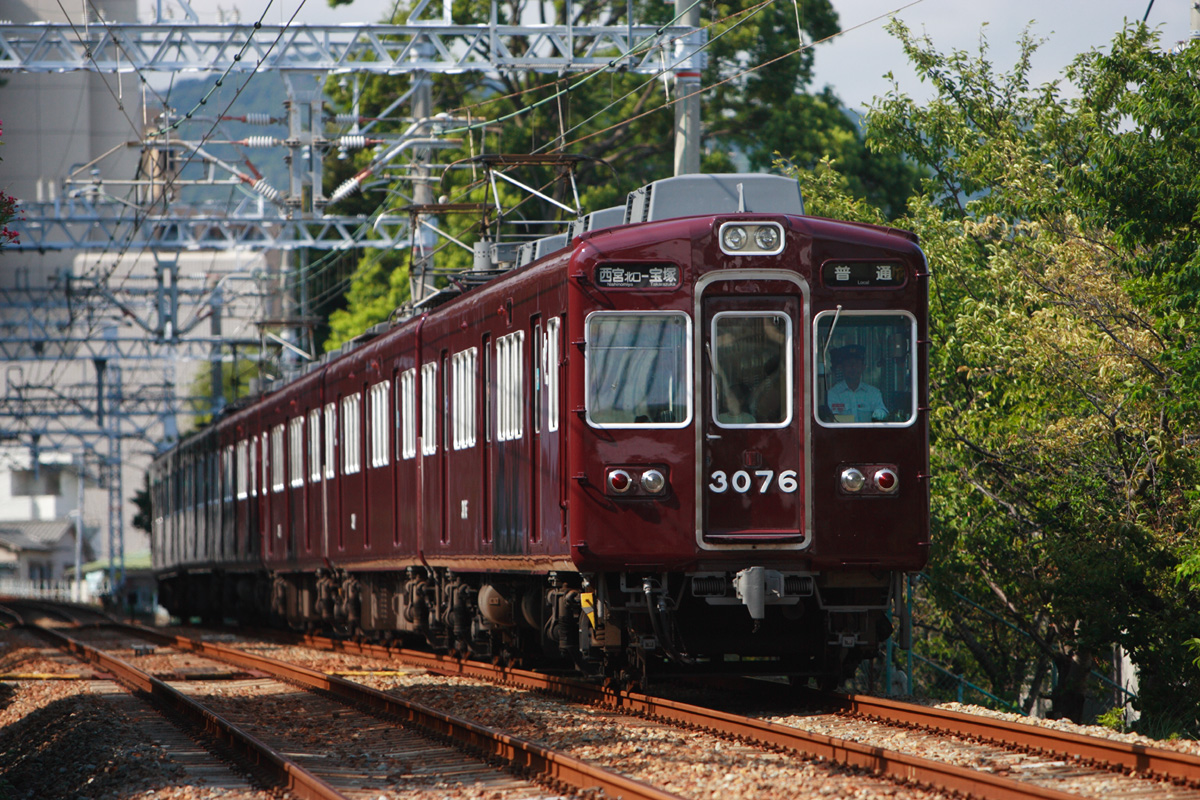
Locomotrice de série 3000
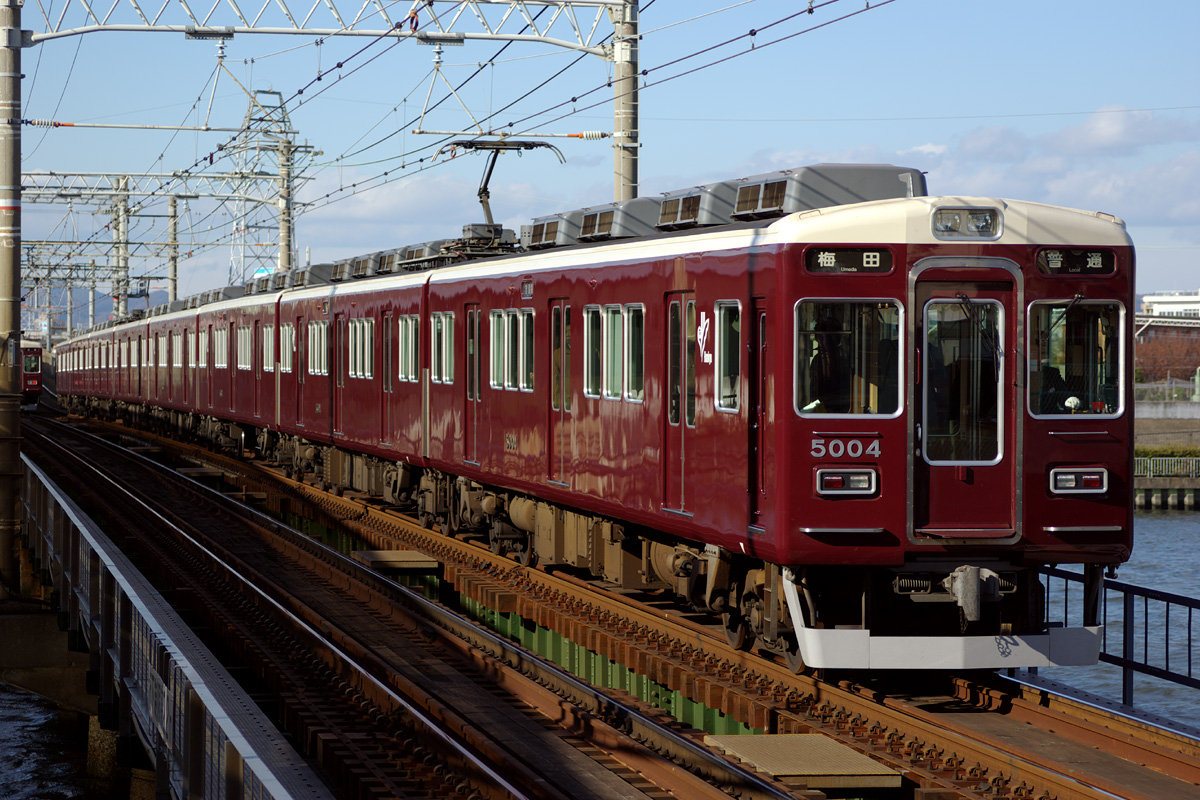
Locomotrice de série 5000
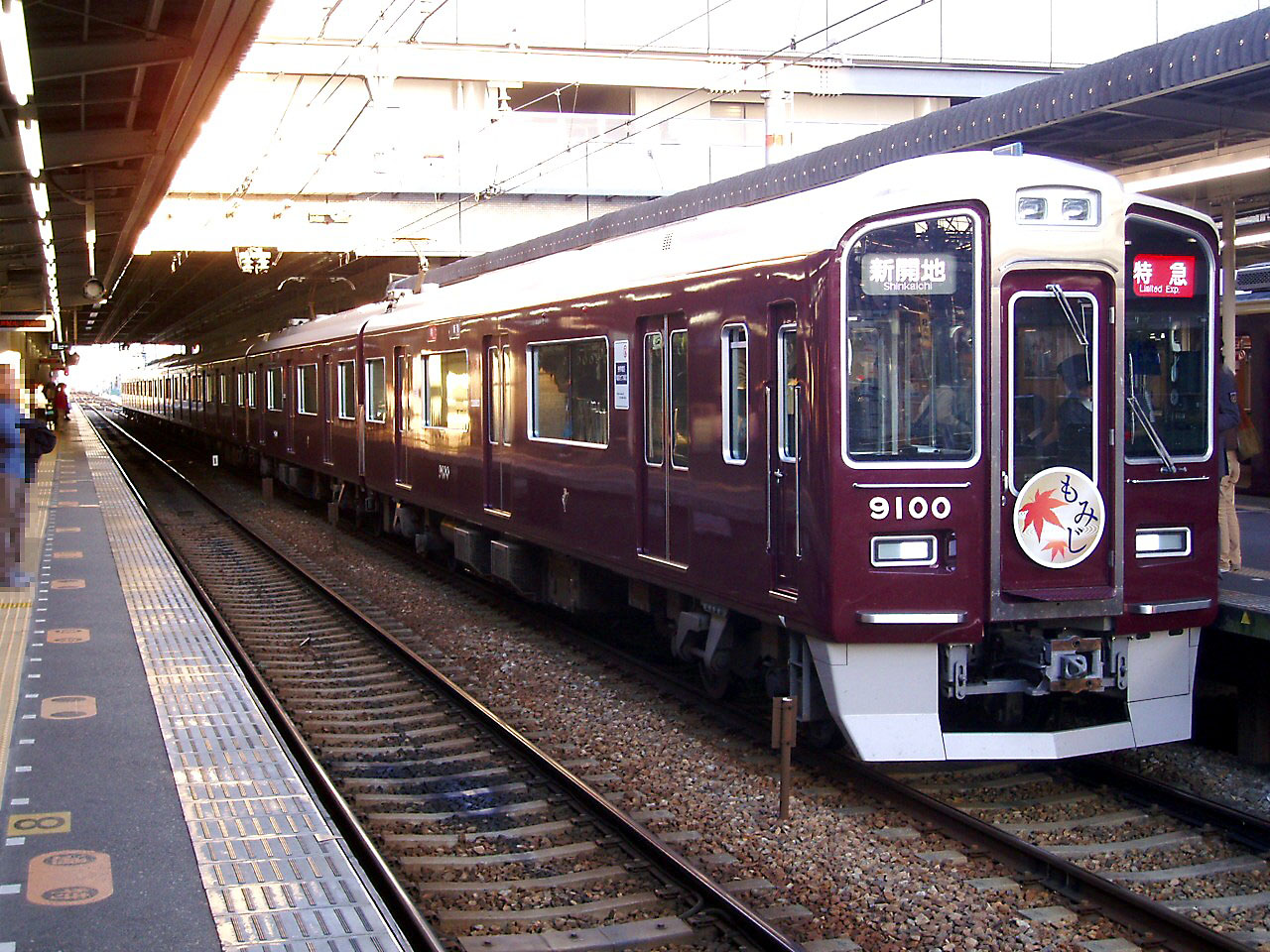
Locomotrice de série 9000